# Gramática o arte de la lengua general de los indios de los reinos del Perú

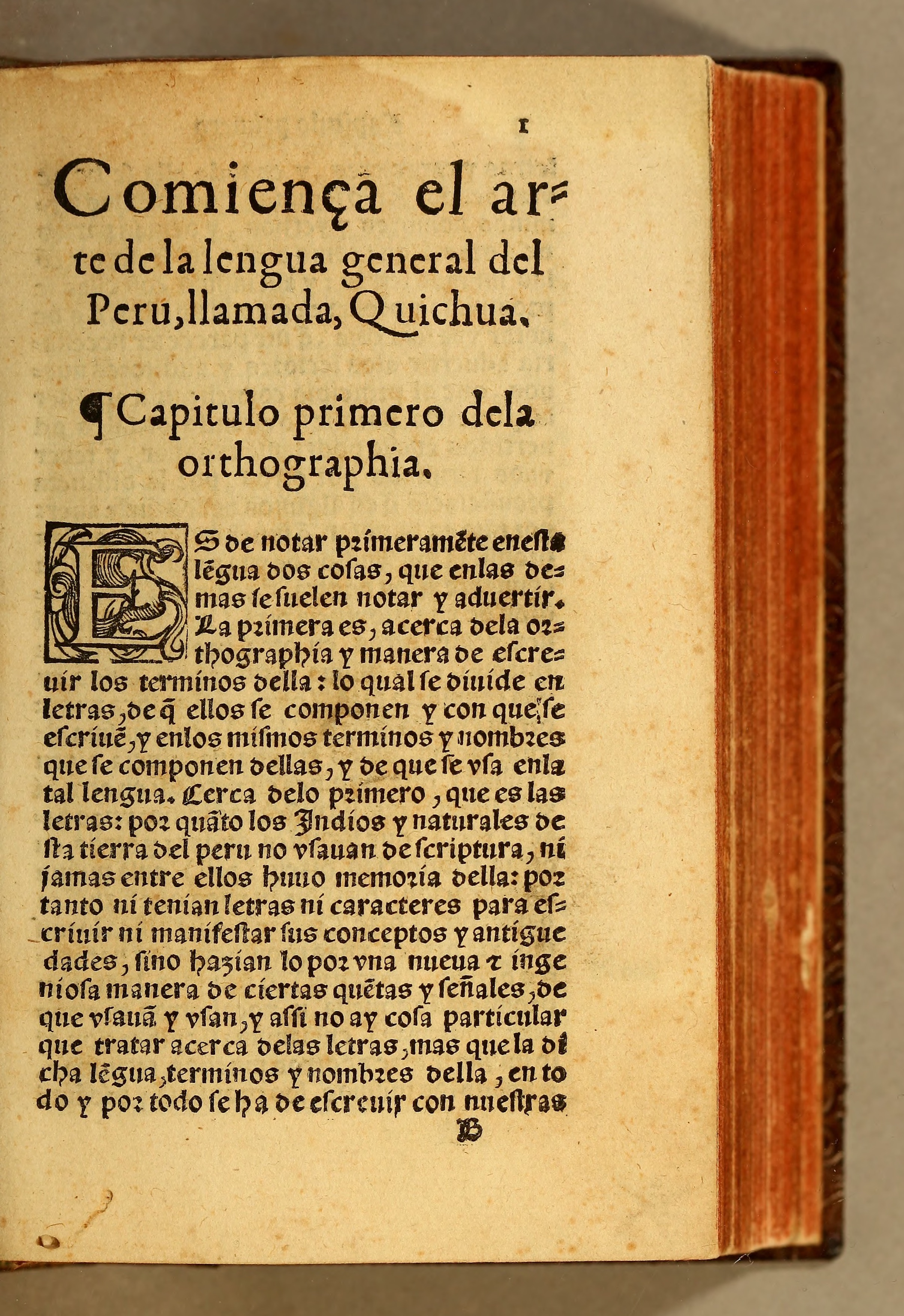
Primer capítulo de la Grammatica, o Arte de la lengua general de los Indios de los reynos del Perú (Valladolid, 1560)

Grammatica o arte de la lengua general de los indios de los reynos del Perú (Gramática o arte de la lengua general de los indios de los reinos del Perú) es el primer tratado de lingüística quechua. Fue escrito y publicado por el sacerdote y misionero español Domingo de Santo Tomás O.P. en Valladolid, España, en 1560.
Según el autor, la obra fue escrita para dos propósitos: enseñar el quechua a otros misioneros para que lo emplease en la evangelización del Nuevo Mundo y demostrar que los aborígenes peruanos poseían una «lengua de civilización», es decir, que puesto que la complejidad de la lengua es comparable a otras lenguas consideradas entonces como cultas (caso del latín o del griego).
La variedad quechua descrita por fray Domingo de Santo Tomás corresponde con la conocida actualmente como quechua clásico en su variedad costeña.
Esta obra fue escrita mientras el autor era cura doctrinero de la parroquia de Santo Domingo de Real Aucallama en el valle de Chancay, actual provincia de Huaral.[cita requerida]